# کا ʻآʻ آوا (هاوایی)
کا ʻآʻ آوا (به انگلیسی: Kaʻaʻawa) یک منطقهٔ مسکونی در ایالات متحده آمریکا است که در هونولولو واقع شده‌است. کا ʻآʻ آوا ۳٫۴ کیلومتر مربع مساحت و ۱٬۳۷۹ نفر جمعیت دارد و ۱٫۸۳ متر بالاتر از سطح دریا واقع شده‌است.